# گردشی
گردشی، روستایی است از توابع بخش کلیجان‌رستاق شهرستان ساری در استان مازندران ایران.

## جمعیت
این روستا در دهستان تنگه سلیمان قرار داشته و براساس آخرین سرشماری مرکز آمار ایران که در سال ۱۳۸۵ صورت گرفته، جمعیت آن ۱۹۱نفر (۵۹خانوار) بوده‌است.